# Тепле (Миргородський район)
Те́пле — село в Україні, в Миргородському районі Полтавської області, Великобудищанська об'єднана територіальна громада. Колишній орган місцевого самоврядування — Вельбівська сільська рада. Розташоване на лівому березі річки Веприк за 18.6 км від міста Гадяча та за 100 км від Полтави. Площа населеного пункту — 420 га, землі запасу — 271 га, землі у власності і користуванні громадян — 271 га. Дворів — 197. Населення становить 459 осіб (станом на 1 січня 2008 року).

## Історія
У 1820—1830-х роках, коли на Полтавщині почали вирощувати цукровий буряк, веприцький пан Ліщинський заснував дві економії. Та що знаходилась на схід від Веприка була названа була Холодною, а та що на південь — Теплою. На хуторі постійно працювало 30 осіб, а в сезон і до 200 чоловік, здебільшого із Веприка.
У 1923 році близько ста бідняків отримали землю панської економії. Найпершими з Веприка тут поселилися М. І. Натруєний, О. Д. Куць, О. Д. Куліш, П. Куліш, І. Олійник. У 1924 році тут знову поселилося кілька селянських сімей.
В 1930 році в селі було утворено два колгоспи — «Зоря нового життя» та імені Якіра, які в 1934 році були об'єднані в одне господарство. Під час Голодомору 1932—1933 років в селі ніхто не помер.
В роки радянсько-німецької війни село було окуповане на початку жовтня 1941 року. 8 вересня 1943 року відвойоване Червоною армією. В боях за село загинуло 53 радянських воїна.

## Сучасність
В селі діють загальноосвітня школа, бібліотека, поштове відділення,  Медичний пункт, крамниця

## Відомі люди
Виходцями з села є:
- К. С. Куришко — заслужений майстер спорту СРСР, чемпіонка ХХ Олімпійських ігор із веслування на байдарці;
- В. М. Семенченко — працівник заповідника «Асканія-Нова»;
- І. І. Кизь — колишній керівник одноо з передових господарств Полтавщини — «Заповіт Ілліча»;
- В. В. Сарапин — кандидат наук, викладач Полтавського педагогічного університету.